# Astrabe
Astrabe  é um género de peixe da família Gobiidae e da ordem Perciformes.

## Espécies
- Astrabe fasciata  (Akihito & Meguro, 1988)[3]
- Astrabe flavimaculata  (Akihito & Meguro, 1988)[3]
- Astrabe lactisella  (Jordan & Snyder, 1901)[4][5][6][7][8][9][10][11]